# Franz Roka
Franz Roka (22 de Março de 1918 - 21 de Outubro de 1943) foi um piloto alemão da Luftwaffe durante a Segunda Guerra Mundial. Voou cerca de 515 missões de combate, nas quais destruiu 4 aeronaves, 50 tanques, 5 pontes e um comboio blindado. Foi condecorado com a Cruz de Cavaleiro da Cruz de Ferro e com a Cruz Germânica.